# Lápospataka
Lápospataka, 1910-ig Disznópataka (románul: Fântânele, korábban Poiana Porcului vagy Valea Porcului) falu Romániában, Erdélyben, Máramaros megyében, a Lápos-vidéken.

## Fekvése
Magyarlápostól tíz kilométerre délnyugatra fekszik.

## Nevének eredete
Román telepítésű falu, de mivel nevét patakjáról vette, nem egyértelmű, hogy a magyar név a román fordítása. 1553-ban Dÿznopathaka, 1597-ben Vyfalu, 1612-ben Poanaporcul, 1793-ban Disznopolyán néven említették. Mint más román falvak (a máramarosi Disznópataka vagy az erdélyi Porcsesd) és a magyarországi Izsófalva esetében, e falu disznókra utaló nevét is névszépítési céllal változtatták meg. A helységnévrendezéskor a fölajánlott Láposdisznód helyett saját kérésére kapta a Lápospataka magyar nevet, később pedig román nevét is megváltoztatták a 'források' jelentésű maira.

## Története
1553 előtt települt román lakossággal. Első említésekor a csicsói, később az abból létrehozott szamosújvári váruradalomhoz tartozott. Báthory Zsigmond 1584-ben, szűk és terméketlen határa miatt lakóit felmentette a harmincad megfizetése alól. 1630-ban száz jobbágy családfő lakta. Nagy részük részt vett az erdélyi fejedelmek hadjárataiban: II. Rákóczi György és I. Apafi Mihály több helyi puskást nemesített meg. 1838-ban 80 adózó és egy nem adózó nemes családfője közül 77 volt román és négy magyar ajkú, olvasni heten tudtak közülük. Belső-Szolnok, 1876-tól Szolnok-Doboka vármegyéhez tartozott.
1910-ben 676 lakosából 663 volt román anyanyelvű; 497 ortodox, 170 görögkatolikus és 9 zsidó vallású.
2002-ben 313 lakosa közül 311 volt román anyanyelvű; 241 ortodox és 61 pünkösdista vallású.

## Nevezetességei
- 1835-ból való, 1900-ban átépített ortodox fatemplom.

## Képek

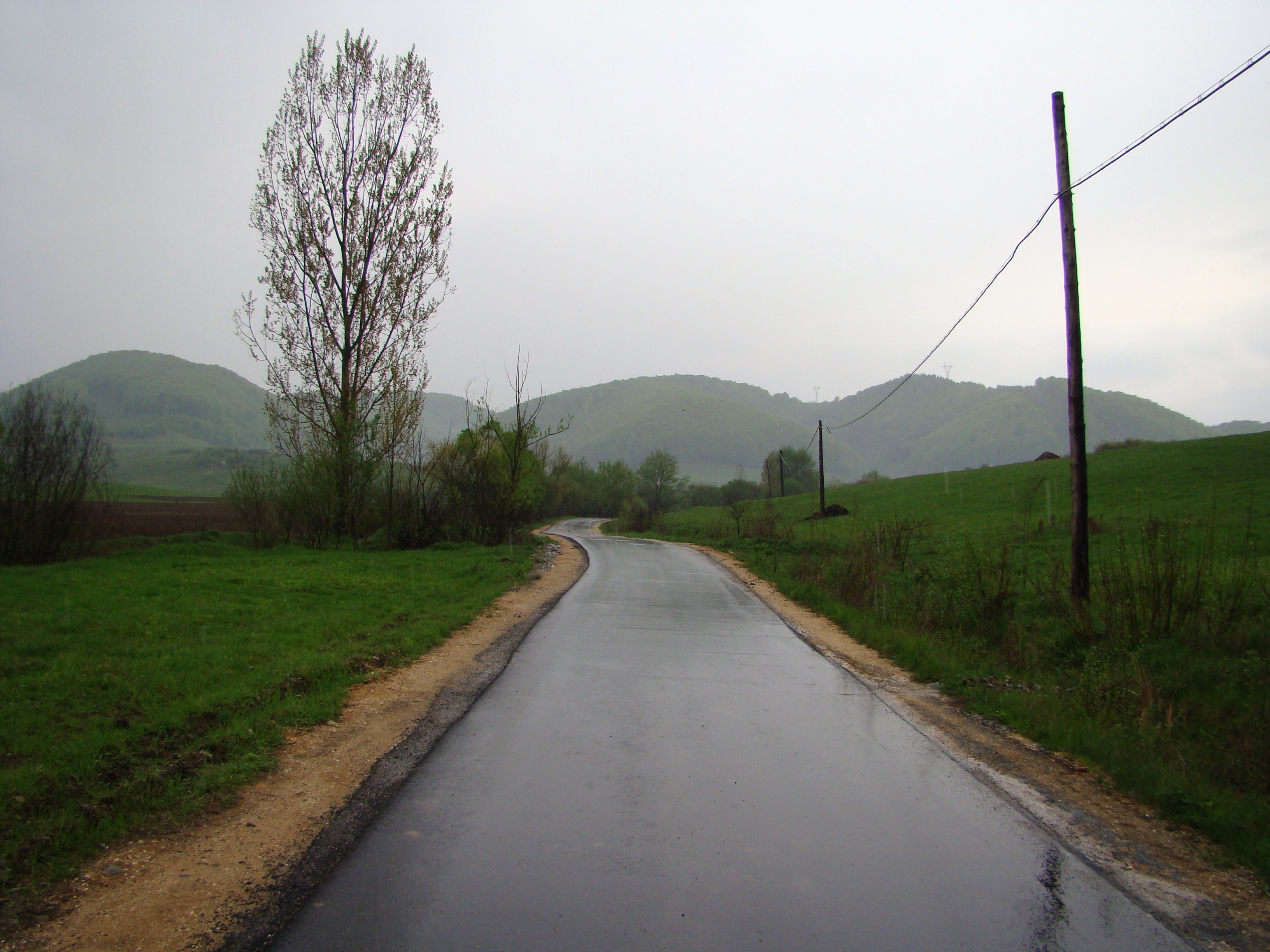
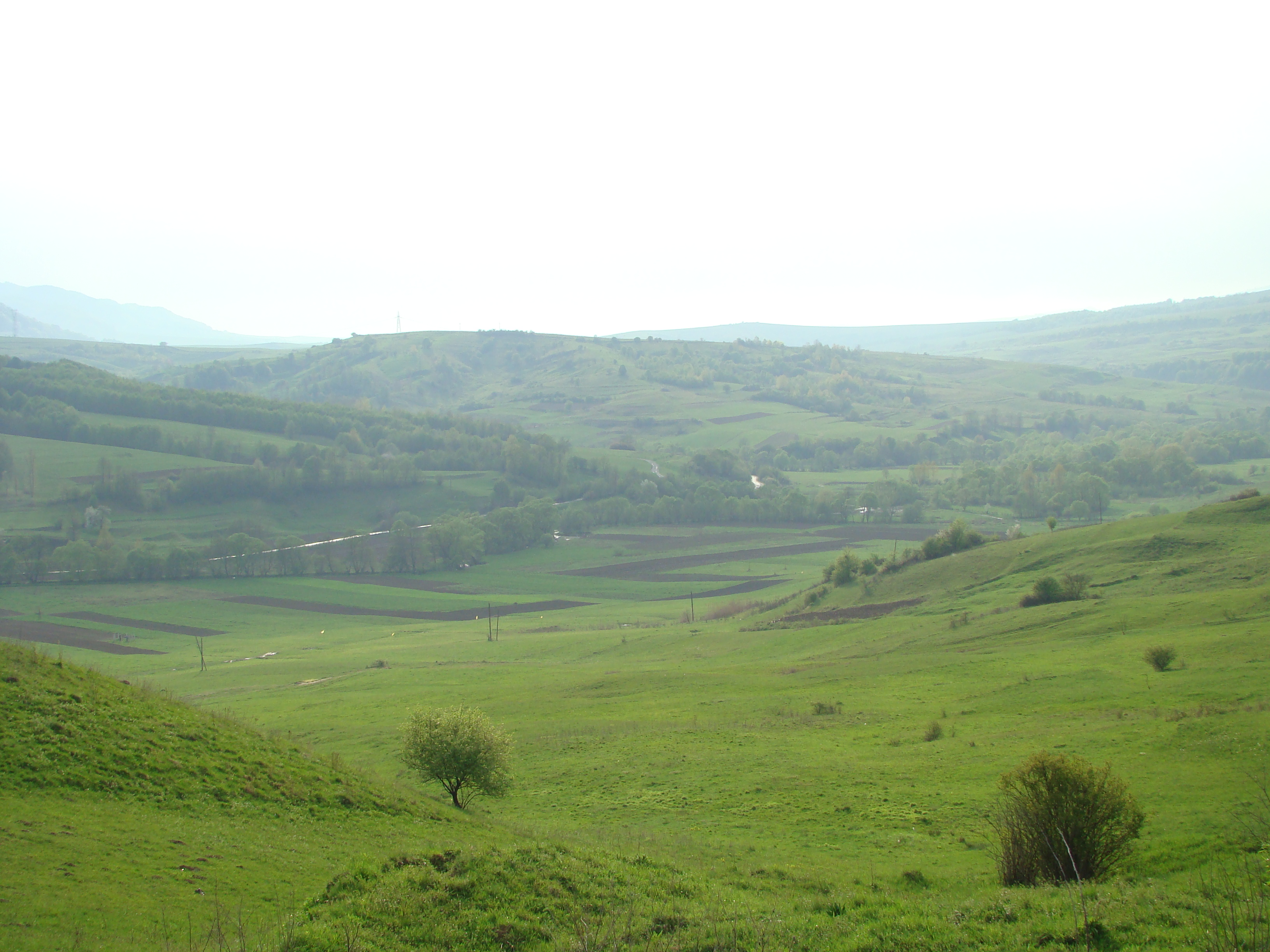
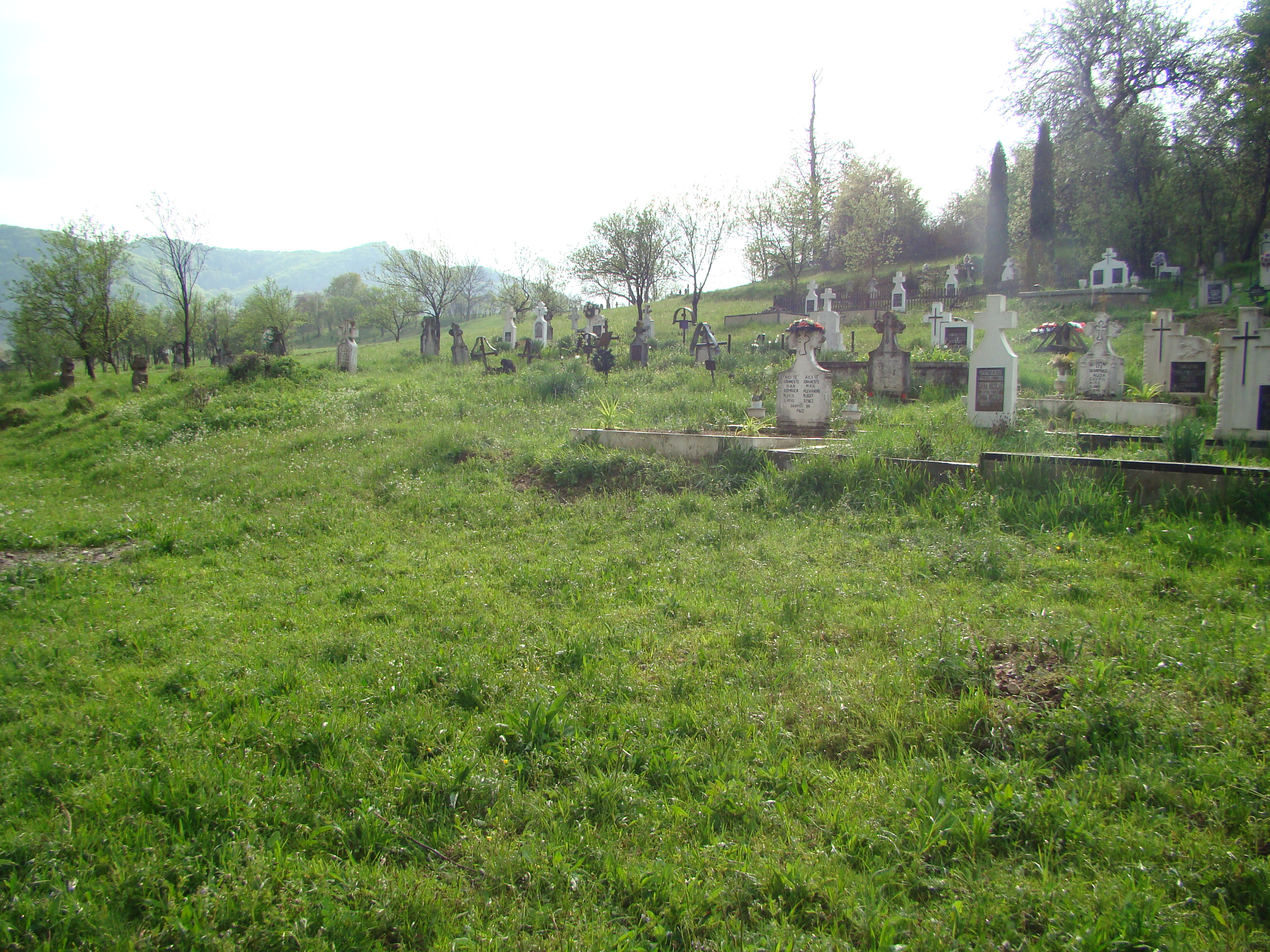